# Grand opera
Grand opera (francouzsky grand opéra,  výslovnost [ɡʁɑ̃t‿ɔpeˈʁa], česky velká opera) je hudebně dramatický žánr opery, který vznikl ve 20. letech 19. století. Jedná se zpravidla o pětiaktová nebo čtyřaktová díla dramatického obsahu na historický námět, typická početným hereckým i orchestrálním obsazením, velkými sbory, baletními výjevy, nákladnou výpravou a jevištními efekty. Svého vrcholu tento žánr dosáhl na scéně pařížské Opery ve třicátých a čtyřicátých letech 19. století. Za první operu tohoto typu je považována Němá z Portici (1828), jejímž autorem je Daniel Auber. Dalšími „velkými operami“ jsou například: Vilém Tell (Gioacchino Rossini, 1829), Hugenoti a Prorok (Giacomo Meyerbeer, 1836 a 1849), Rienzi (Richard Wagner, 1842), Dom Sébastien (Gaetano Donizetti, 1843), Trójané (Hector Berlioz, 1858), Sicilské nešpory a Don Carlos (Giuseppe Verdi, 1855 a 1867), ale také Braniboři v Čechách (Bedřich Smetana).